# 유에스티 (기업)
유에스티(UST)는 대한민국의 스테인리스 파이프 기업이다. 본사는 경기도 화성시 동탄산단 2길 50에 위치해 있다. 대표이사는 방민규이다. 크린 파이프 및 튜브를 반도체, 디스플레이, 2차전지 업체 등에 공급한다.

## 역사
2009년 4월 2일에 미주제강으로부터 물적분할되어, 미주에스티에스라는 상호로 설립되었으며 2017년 5월 31일 현재의 상호로 변경하였다.

## 참고 문헌
1. ↑  WGC 2022 (주)유에스티, 에너지뉴스, 2022.05.17
2. ↑  황호영, 경기도 성장 엔진, 유망중소기업 ㈜유에스티, 경기일보, 2023-08-16